# Prueba de Seliwanoff
La prueba de Seliwanoff es una prueba química que se usa para distinguir aldosas y cetosas. Los azúcares son distinguidos a través de su función como cetona o aldehído. Si el azúcar contiene un grupo cetona, es una cetosa, y si contienen un grupo aldehído, es una aldosa. Esta prueba está basada en el hecho de que, al calentarlas, las cetosas son deshidratadas más rápido que las aldosas.

Reacción de Seliwanoff

El reactivo consiste en resorcinol y ácido clorhídrico concentrado:
- La hidrólisis ácida de polisacáridos y oligosacáridos da azúcares simples

- Entonces la cetosa deshidratada reacciona con el resorcinol para producir un color rojo. Es posible que las aldosas reaccionen produciendo un leve color rosa.

La fructosa da positiva a esta prueba. La sacarosa da negativa a esta prueba ya que la molécula, si bien está constituida por glucosa y fructosa, en la unión alfa (1-2) se anulan las propiedades reductoras de la glucosa y la fructosa, por lo que no da positiva, la sacarosa da positiva cuando se le realiza una hidrólisis ácida, lo que la convierte en un azúcar invertido o invertasa, donde se rompe el enlace alfa (1-2) y permite que la reacción con esta prueba dé positivo.